# Джексон, Стив (американский геймдизайнер)
Стив Джексон (англ. Steve Jackson, род. в 1953 году) — американский геймдизайнер, основатель и владелец компании SJG. Одной из самых известных его работ является «Munchkin».

## Биография
Родился в 1953 году. В 1974 году завершил обучение в Университете Райса. Затем в течение короткого периода времени учился на юридическом факультете Калифорнийского университета, но ушёл оттуда, чтобы сосредоточиться на игровом дизайне.
Затем до 1976 года проработал в корпорации «Metagaming Concepts», а в 1980 году создал свою собственную компанию «Steve Jackson Games», которая занимается производством ролевых и настольных игр. В 2001 году SJG выпустила в свет игру «Munchkin». 
В 1982 году Джексон стал самым молодым членом Зала славы Origins Awards.

## Проблема путаницы с однофамильцем
Джексона довольно часто путают с его британским тёзкой и однофамильцем, также геймдизайнером и писателем, ставшим соавтором серии книг «Fighting Fantasy», впервые опубликованной в 1980 году. Путаница усугубляется тем фактом, что американец также написал несколько работ в этом жанре. По этой причине издатели в некоторых случаях отказывались признавать факт того, что это разные авторы.

## Суд с Секретной службой США
1 марта 1990 года в результате обыска, проведённого агентами Секретной службы США, из остинской штаб — квартиры SJG по обвинению в хакерской деятельности были изъяты компьютеры, содержащие личные данные сотрудников корпорации и наработки будущих игр. Джексон подал в суд на USSS. На заседании 12 марта 1993 года власти встали на сторону предпринимателя. Данный инцидент стал одним из поводов к основанию Фонда электронных рубежей в июле 1990 года.